# Кондрашка
Кондра́шка (рос. Кондрашка) — присілок у складі Тісульського округу Кемеровської області, Росія.

## Населення
Населення — 205 осіб (2010; 242 у 2002).
Національний склад (станом на 2002 рік):
- росіяни — 95 %